# Hubert Yencesse

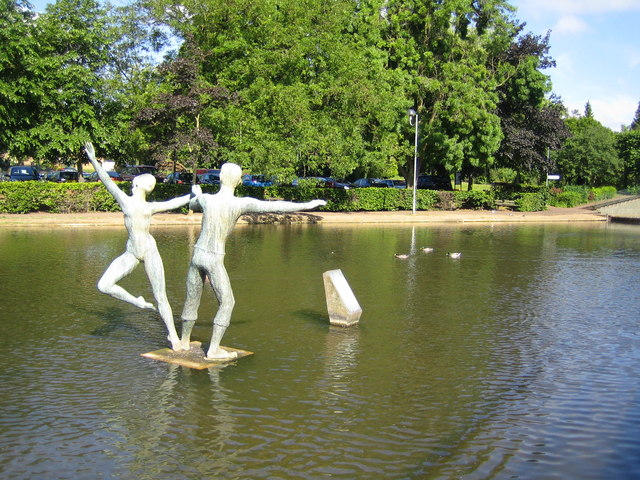
Rockanroll de 1962.

Hubert Yencesse fue un escultor francés, nacido en París , 1900 y fallecido en la misma ciudad en 1987. 

## Datos biográficos
En 1919, ingresó en la École des Beaux-Arts de Dijon, donde trabajaba su padre, el medallista de Ovide Yencesse. Allí entró en contacto con François Pompon, convirtiéndose en su alumno.
Expuso por primera vez en el Salón de Otoño en 1921 y recibió el Premio Blumenthal en 1934. La beca asociada con el premio le permite establecerse en su estudio de París. Se reunió con Aristide Maillol, convirtiéndose en un discípulo y colaborador hasta 1936. Como Maillol, Yencesse se dedicó por completo a la representación del cuerpo femenino. Expuso en el Petit Palais, en 1935, en el Salón de las Tullerías y participa en las exposiciones de escultura francesa de Ámsterdam y Bruselas, etc. También obtuvo muchos encargos oficiales (por ejemplo: Palacio de Chaillot de París en 1937, la Universidad de Dijon en 1957...).
Es profesor de Bellas Artes de París desde 1950 hasta 1970 (César le sucedió). Durante esos años, visitó con asiduidad, con el carbón vegetal en la mano, los estudios de danza. Influenciado por la danza encontró la manera de renovar el arte de la escultura: 

"El estudio de la danza, escribe, elimina en el escultor las vías de investigación plástica convencionales y con frecuencia los residuos, descubrió que un volumen que parte desde dentro hacia afuera, irrumpiendo en el espacio, tiene un valor plástico total".

En 1972, el Museo Rodin le dedicó una exposición retrospectiva.
Es nombrado miembro del Instituto el 20 de marzo de 1974, en el sillón de Henri Navarre de la sección de escultura de la Academia de Bellas Artes.
Él es el padre de la escultora Dodie Yencesse.